# Прохазка, Мартин
Мартин Прохазка (чеш. Martin Procházka, родился 3 марта 1972 в Слани) — чехословацкий и чешский хоккеист, правый нападающий. Олимпийский чемпион 1998 года. Четырёхкратный чемпион мира. В настоящее время — главный тренер клуба 2-й чешской лиги «Ржисуты».

## Карьера
Известен по выступлениям за клуб чешской Экстралиги «Кладно». В НХЛ выступал за «Торонто Мейпл Лифс» и «Атланта Трэшерз», однако провёл только 32 игры, набрав 7 очков. В составе «Трэшерз» стал соавтором их первого гола (2 октября 1999 года против «Нью-Джерси Девилз». Имел опыт выступлений за шведский АИК и два российских клуба — омский «Авангард» и воскресенский «Химик» (в сезоне 2002/2003 в 42 играх за омский клуб отличился 10 раз, отдал 7 передач и с земляками Павлом Патерой и Томашом Власаком составил самую результативную тройку чемпионата России).

Участник ЧМ 1995 - 1999 , Кубка мира 1996 (1 матч).
Четырежды чемпион мира (1996, 1999, 2000 и 2001), чемпион Олимпиады в Нагано (1998). В 1990-е вместе с Павлом Патерой составлял ударную силу сборной Чехии на международных турнирах, с которым был знаком ещё по клубным выступлениям. За чешскую сборную всего провёл 189 игр, забросил 60 шайб. Всего за карьеру в клубах и сборной сыграл 1206 матчей, забил 461 гол.
После окончания карьеры в 2012-м году участвовал в популярном шоу Star Dance, был пресс-атташе сборной Чехии. С сентября 2016 года — главный тренер клуба 2-й чешской лиги «Ржисуты».

## Статистика
```
                                 Регулярный чемпионат        Плей-офф
Сезон   Клуб               Лига    И   Г   П   О   Ш    И   Г   П   О   Ш
-------------------------------------------------------------------------
1989–90	Кладно              ЧСЛ	  41  16  10  26   8	8   2   1   3   2
1990–91	Кладно	            ЧСЛ	  50  19   9  28  43	—   —   —   —   —
1991–92	Дукла Йиглава	    ЧСЛ	  36  14   9  23   —	8   3   2   5   —
1992–93	Кладно	            ЧСЛ	  37  22  11  33   8	—   —   —   —   —
1993–94	Кладно	            ЧЭЛ   43  24  16  40  18	2   2   0   2   0
1994–95	Кладно	            ЧЭЛ   41  25  33  58  20   11   8   4  12   4
1995–96	Кладно	            ЧЭЛ   37  15  28  43  14	8   2   4   6   2
1996–97	АИК Стокгольм	    ШЭС   49  16  23  39  38	7   2   3   5   8
1997–98	Торонто Мэйпл Лифс  НХЛ   29   2   4   6   8	—   —   —   —   —
1998–99	Всетин	            ЧЭЛ   46  20  26  46  10   12  11   9  20   0
1999–00	Атланта Трэшерз	    НХЛ    3   0   1   1   0	—   —   —   —   —
1999–00	Всетин	            ЧЭЛ   31  10  10  20  18	9   2   0   2   0
2000–01	Витковице           ЧЭЛ   32  15  16  31  12   10   4   2   6   0
2001–02	Витковице	    ЧЭЛ   20   6  11  17   4	—   —   —   —   —
2001–02	Авангард Омск	    РСЛ   31   8   6  14   6   11   2   1   3   2
2002–03	Авангард Омск       РСЛ   35   9   9  18  12	3   1   0   1   4
2003–04	Кладно	            ЧЭЛ   23   5   6  11   2	—   —   —   —   —
2003–04	Химик Воскресенск   РСЛ    3   0   0   0   2	—   —   —   —   —
2004–05	Кладно	            ЧЭЛ   45  22  16  38  10	7   3   2   5   2
2005–06	Кладно	            ЧЭЛ   40   9  15  24  18	—   —   —   —   —
2006–07	Кладно	            ЧЭЛ   49  35  16  51  40	3   1   0   1   2
2007–08	Кладно	            ЧЭЛ   52  21   8  29  26	7   6   3   9   6
2008–09	Кладно	            ЧЭЛ	  42  13  15  28  12   10   4   2   6   4
2009–10	Кладно	            ЧЭЛ   30   3   3   6  48   10   0   1   1   4
2011–12	Регенсбург	  ГЕР-3   38  18  21  39  20	8   1   1   2   4
-------------------------------------------------------------------------
 Всего в НХЛ                      32   2   5   7   8    —   —   —   —   —
 Всего в Чешской экстралиге      695 294 258 552 311  105  48  30  78  26
 Всего в Российской суперлиге     69  17  15  32  20   14   3   1   4   6
 Всего в Шведской элитной серии   49  16  23  39  38    7   2   3   5   8
 Всего в Немецкой третьей лиге    38  18  21  39  20    8   1   1   2   4

```

## Достижения
- Олимпийский чемпион 1998
- Чемпион мира 1996, 1999, 2000, 2001
- Бронзовый призер чемпионата мира 1997, 1998
- Чемпион Чехии 1999
- Серебряный призер чемпионата Чехии 2000
- Бронзовый призер чемпионата Чехии 1994, 2001
- Лучший хоккеист чемпионата Чехии 1995
- Лучший хоккеист, бомбардир и снайпер плей-офф чемпионата Чехии 1999
- Лучший хоккеист чемпионата мира 2000
- Бронзовый призер молодежного чемпионата мира 1990, 1991
- Бронзовый призер чемпионата Европы среди юниоров 1990